# Klosterkirche St. Johannes der Täufer (Holzen)

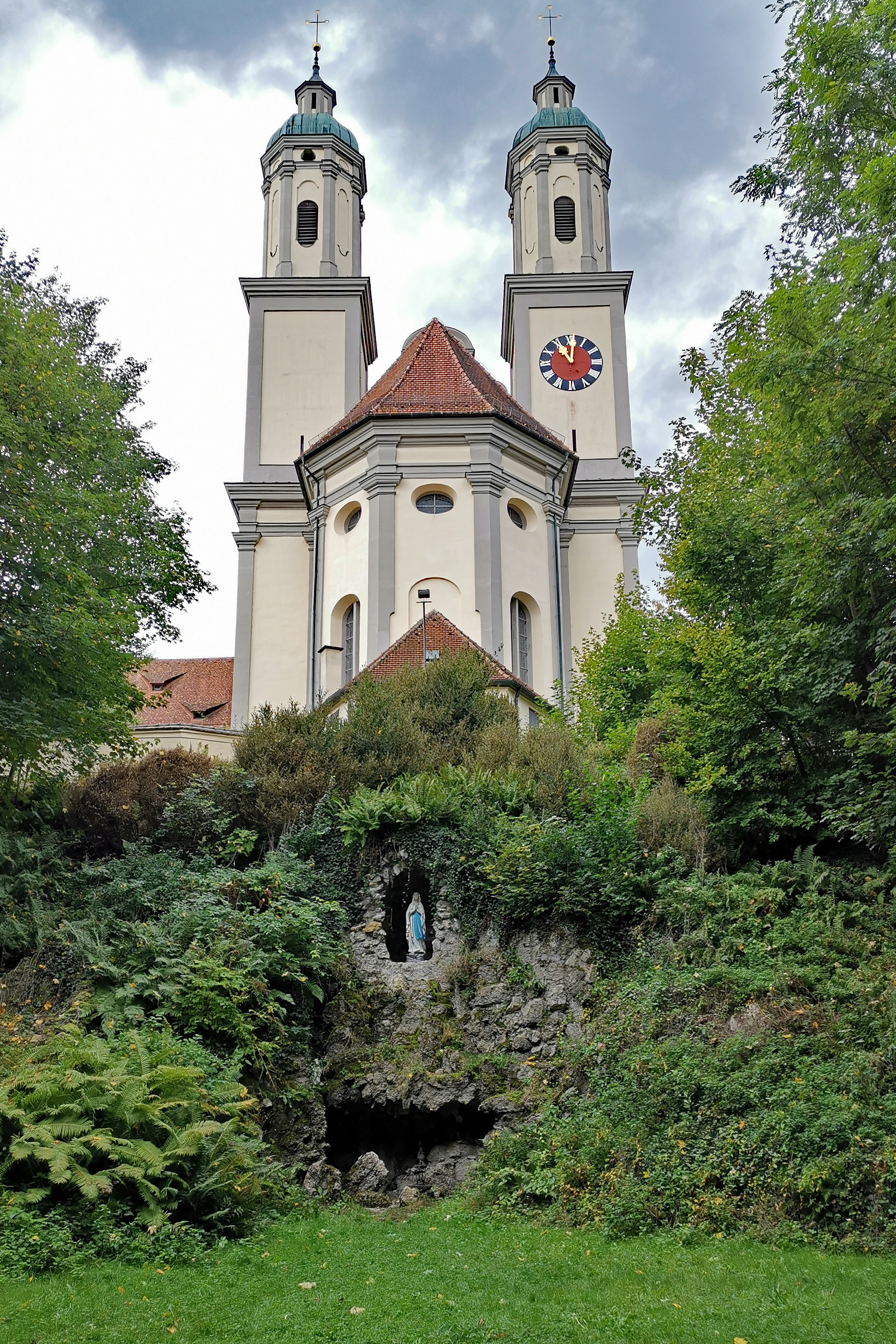
Klosterkirche St. Johannes

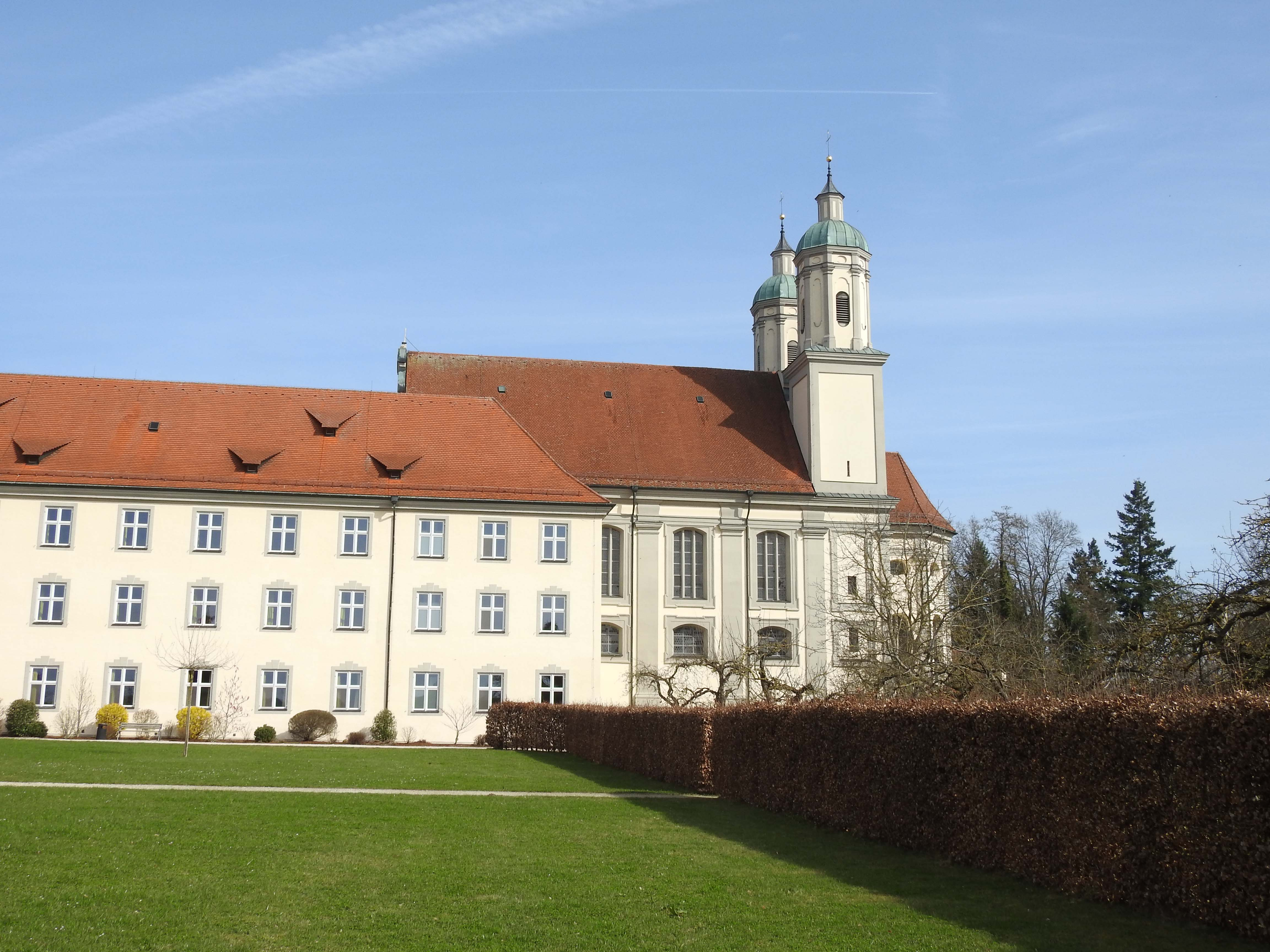
Langhaus und Kloster

Die Klosterkirche St. Johannes der Täufer bildet den Mittelpunkt des Klosters Holzen. Die ehemalige Wallfahrts- und Abteikirche, gemeinhin als Juwel des schwäbischen Barock bezeichnet, zählt zu den bedeutendsten Sehenswürdigkeiten im Landkreis Augsburg. Die denkmalgeschützte Kirche oberhalb der Schmutter ist in der bayerischen Denkmalliste eingetragen.

## Geschichte
1556/59 wurde das Kloster, das bis dahin aus Holz bestanden hatte, von dem Baumeister Ulrich Unsinig durch einen steinernen Bau ersetzt. 1561 erfolgte die Weihe einer zweischiffigen Hallenkirche. Anfang des 17. Jahrhunderts erbaute man auf dem Standort der heutigen Klosterkirche eine dem hl. Karl Borromäus geweihte Kapelle und wenig später eine Loretokapelle. Der Platz erhielt daher den Flurnamen „Karlsberg“.
Die Schäden des Dreißigjährigen Krieges erforderten Ende des 17. Jahrhunderts wiederum einen Neubau. Im Frühjahr 1698 wurde der Grundstein für die heutige Klosterkirche auf dem Karlsberg gelegt, wofür die auf dem Areal stehenden Kapellen weichen mussten. Baumeister war der Vorarlberger Architekt Franz Beer. Die Bauleitung übernahm der Ottobeurer Pater Christoph Vogt, der seit 1694 Beichtvater im Kloster war. Der Rohbau stand 1704. 1710 erfolgte die Kirchweihe durch den Augsburger Weihbischof Johann Kasimir Röls. Auf dem Platz der alten Klosterkirche errichtete der Maurermeister Hans Georg Radmiller aus Holzen die Laurentiuskapelle. 1740 entwickelte sich die Wallfahrt zum „göttlichen Kind“, einer wundertätigen Jesusfigur in kostbaren Gewändern. Mit der Säkularisation wurde das Kloster aufgelöst und die ehemalige Abteikirche zur Pfarrkirche. Die heutige Pfarrkuratie Holzen war bis 1864 Filiale von Druisheim und ist Mitglied der Pfarreiengemeinschaft Nordendorf-Westendorf.

## Architektur

### Außenbau
Die Außenmauern der Kirche gliedern toskanische Pilaster auf hohen Sockeln. Die übereinandergestellten Segmentbogenfenster in breiten Rahmungen deuten auf die Emporenkonstruktion des Inneren. Über den Pilastern sitzen leicht vorschwingende Gebälkstücke. Die quadratischen Türme erheben sich im Winkel zwsichen Schiff und Chor. Ab dem zweiten Geschoss wachsen sie frei empor. Das dritte Turmgeschoss geht zum ungleichmäßigen Oktogon über. Hier rahmen schlanke Pilaster doppelt gerundete Schallaröffnungen. Als Abschluss dienen Laternenkuppeln.

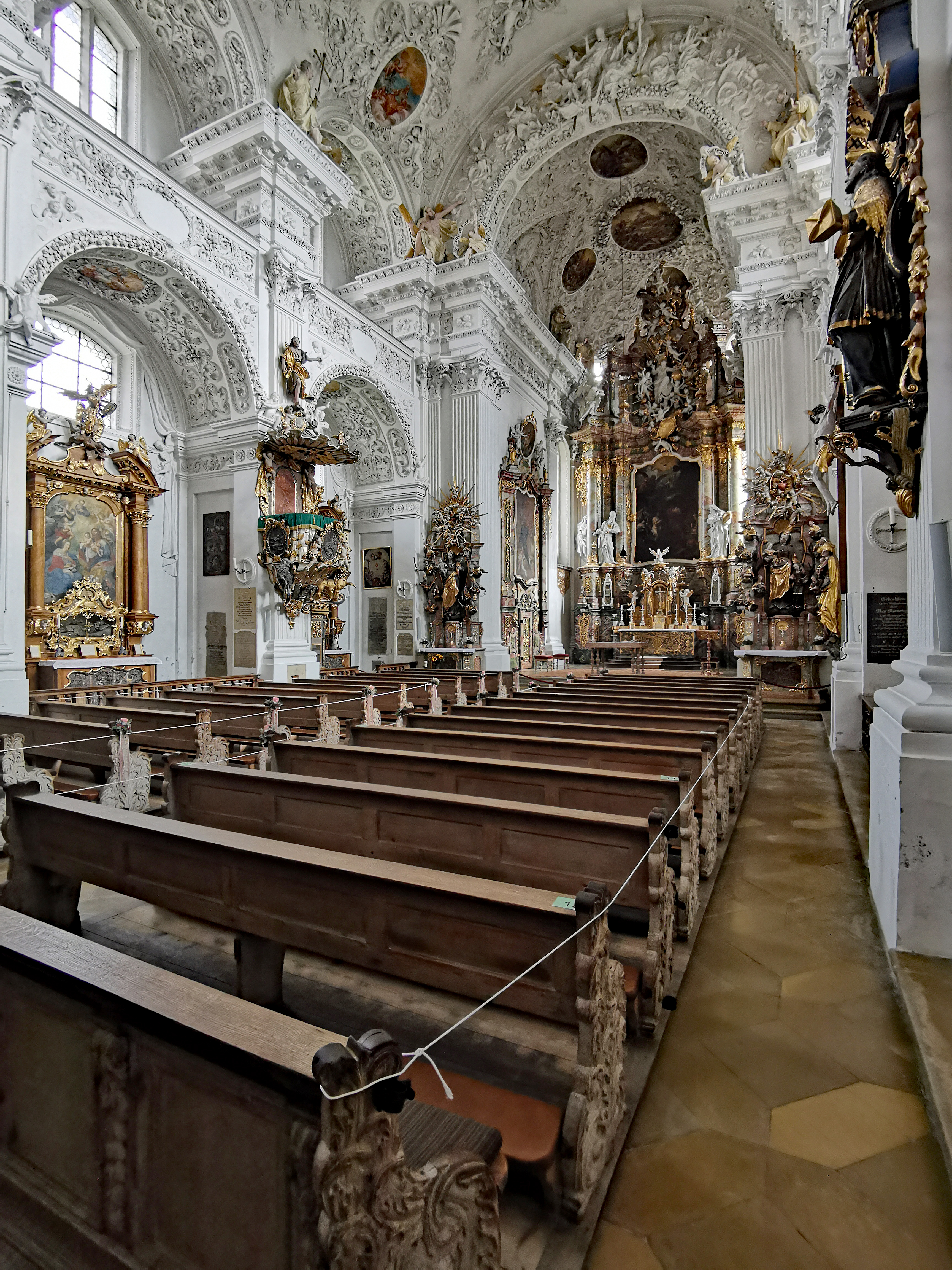
Innenraum

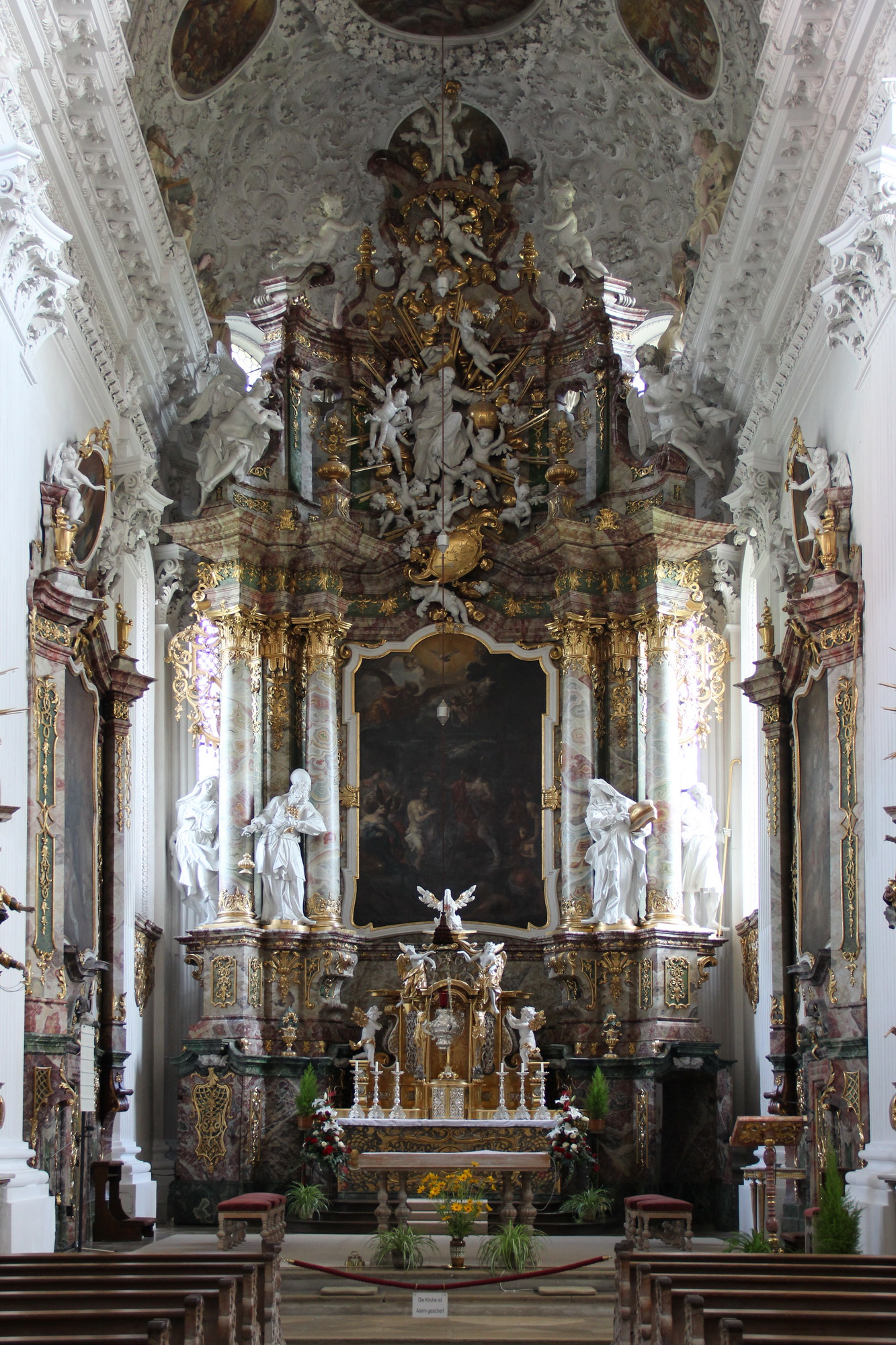
Hochaltar

### Innenraum

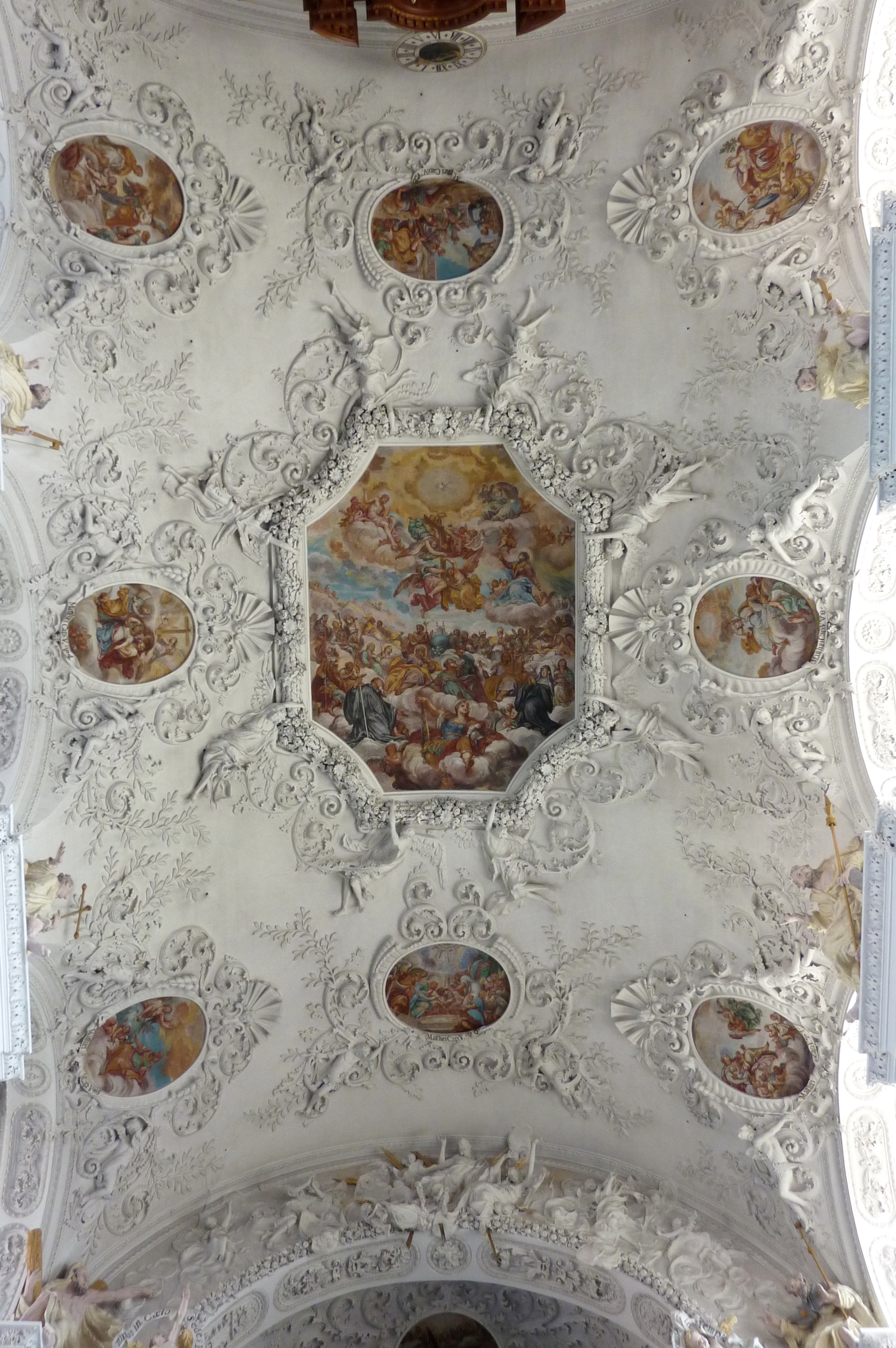
Stuckdecke mit Fresken

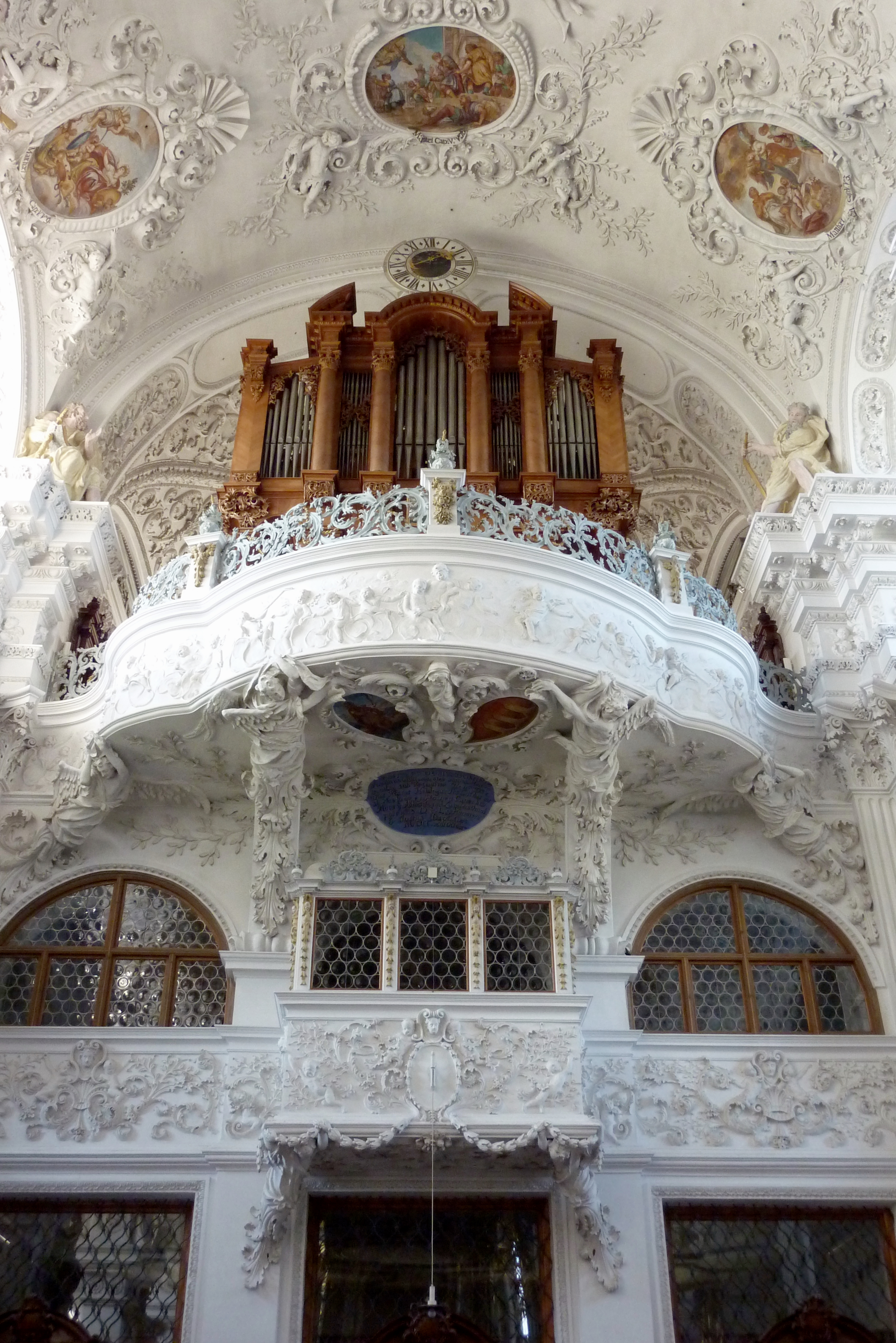
Empore

Die Klosterkirche St. Johann Baptist in Holzen ist eine einschiffige Emporen-Wandpfeilerkirche. Der Grundriss ist dreiteilig: querrechteckige Vorhalle, dreijochiger Hauptraum, eingezogener Chor. Im Langhaus gliedern Wandpfeiler den Saalraum. Kannelierte Pilaster besetzen die Wandpfeilerstirne. Vorkragende Gebälkstücke verteilen das Licht im Raum. Zwischen den Wandpfeilern liegen Emporen. Die korinthischen Kapitelle der Wandpfeiler liegen auf gleicher Höhe wie die Emporenbrüstungen. Die seitlichen Kapellenräume werden von Quertonnen überspannt. Eine im Querschnitt halbkreisförmige Stichkappentonne deckt sowohl Saalraum wie Chor, wobei die Stuckdecken auf Gurtbögen verzichten. Ein Triumphbogenmotiv in Form einer Pilasterarkade leitet zum Chor. Der Chor selbst schließt mit fünf Teilen eines Achtecks. Die West-Empore besteht aus drei Geschossen mit einer Silberkammer im Erdgeschoss, dem Nonnenchor im ersten Geschoss und der Orgel darüber. Der Bau zählt zu den frühen Kirchen des „Vorarlberger Schemas“. Er verarbeitet Einflüsse der Schönenbergkirche bei Ellwangen und der Jesuitenkirche Solothurn.

## Ausstattung
Die Innenausstattung erfolgte unter der Äbtissin Maria Benedikta Freiin vom Remchingen (1723–1743). Die reichen Stuckarbeiten im Wessobrunner Stil – Bernhard Schütz spricht vom „rauschenden Stuckdekor“ – werden Benedikt Vogel, einem Schüler von Melchior Steidl, zugeschrieben. Die Deckenfresken schuf der Augsburger Maler Johann Rieger um 1704/06. Sie zeigen im Chor die Darstellung des Messopfers und der vier Arten des Gebetes, und zwar Lob-, Dank-, Sühne- und Bittgebet, und im Langhaus die Schutzheiligen des Klosters sowie die acht Seligpreisungen.
Der Hochaltar mit bewegter Säulen-Pilaster-Rahmung und reichem Auszug, um 1730, ist eine Arbeit des Augsburger Bildhauers Ehrgott Bernhard Bendl mit einer Fassung von Veit Joseph Klein aus Allmannshofen. Dabei wurde das alte Altarblatt Taufe Christi von Johann Georg Schmidtner aus dem Jahr 1671 wiederverwendet. Die Figuren zwischen den Säulen wurden von dem Bildhauer Anton Sturm geschnitzt. Die Gemälde über den Turmeingängen im Chor stammen vom Augsburger Maler Johann Georg Bergmüller. Die Seitenaltäre wurden ebenfalls um 1730 von Brendl geschaffen:
- der Marienaltar mit einer Marienfigur um 1680 und dem Relief Geburt Christi
- der Annaaltar mit der Figur der Anna selbdritt und dem Relief Geburt Mariä

Die vier Kapellenaltäre wurden um 1710/20 von Bschorer und Ehrgott Bernhard Bendl nach Entwürfen von Christoph Vogt gefertigt:
- der Altar der Heiligen Familie mit dem Reliquienschrein des Märtyrers Nikolinus
- der Skapulierbruderschaftsaltar mit einer Marienfigur und dem Reliquienschrein der Katakombenheiligen Aurelia
- der Karlsaltar zu Ehren des hl. Karl Borromäus als Ersatz für die abgebrochene Karl-Borromäus-Kapelle
- der Altar der Vierzehn Nothelfer (seit 1740 Wallfahrtsaltar) mit einer Marienfigur im Zentrum und einer in kostbare Gewänder gekleideten Jesusfigur, entstanden um 1610/20

Die Kanzel fasste 1731 Veit Joseph Klein aus Allmannshofen. Gestiftet wurde sie von der Familie Haslang.
Die frühbarocke Orgel wurde um 1680 noch für die alte Klosterkirche gebaut und im Jahr der Fertigstellung der neuen Klosterkirche unter der Leitung von Christoph Vogt hierher transferiert. Sie besaß die einzige bekannte Springlade Süddeutschlands, die 1938/39 für einen Neubau im alten Gehäuse beseitigt wurde.

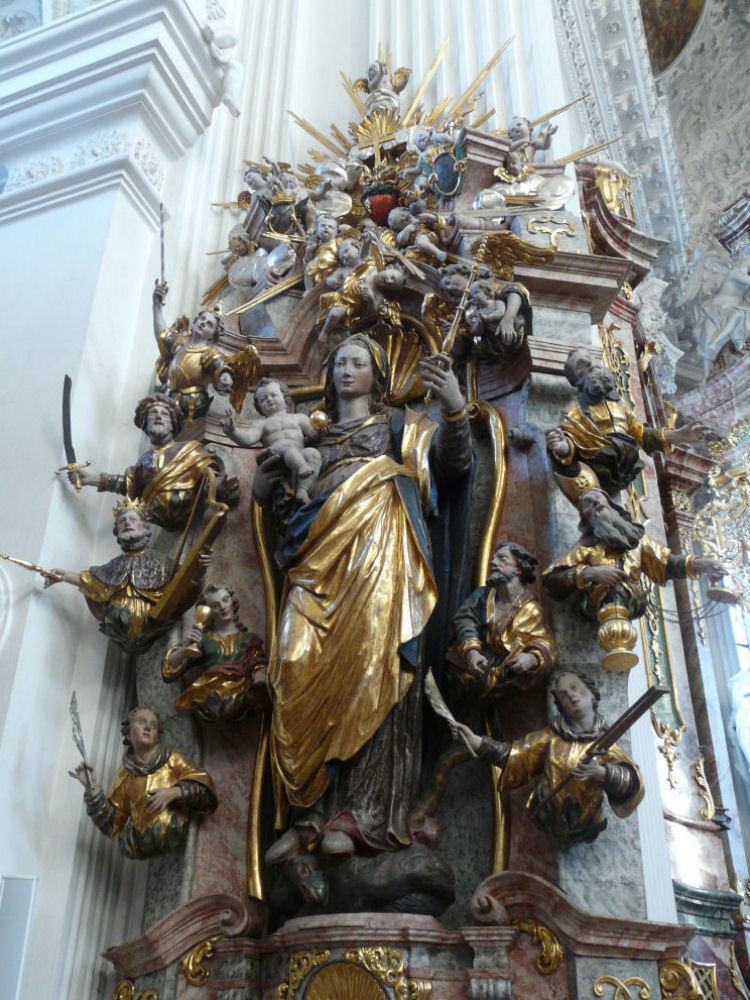
Marienaltar
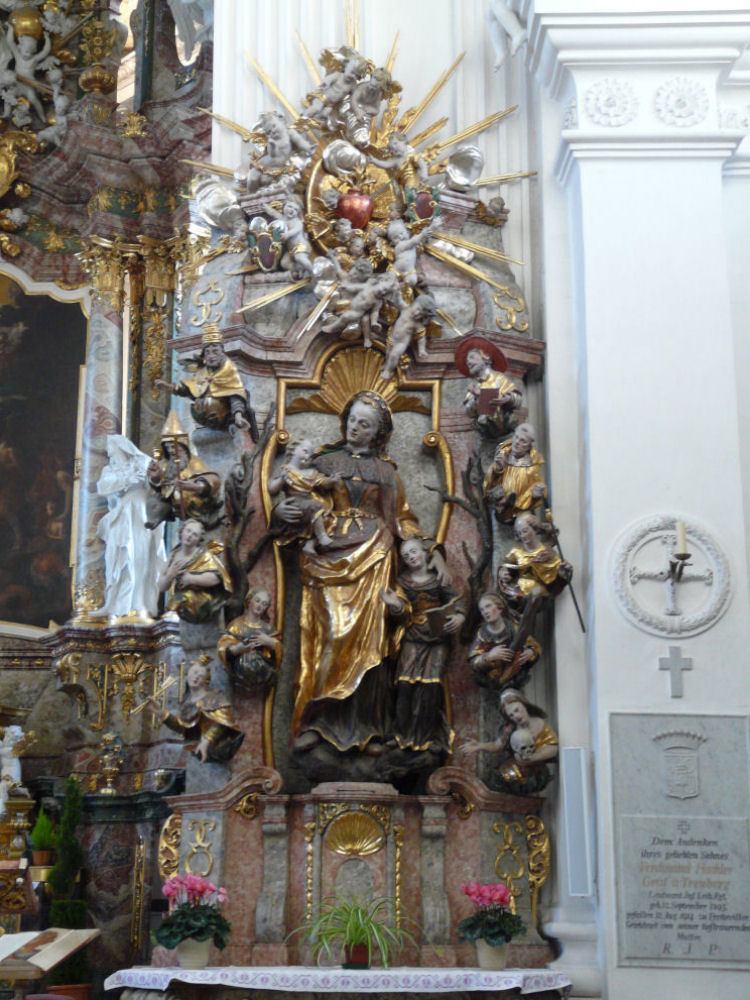
Annaaltar
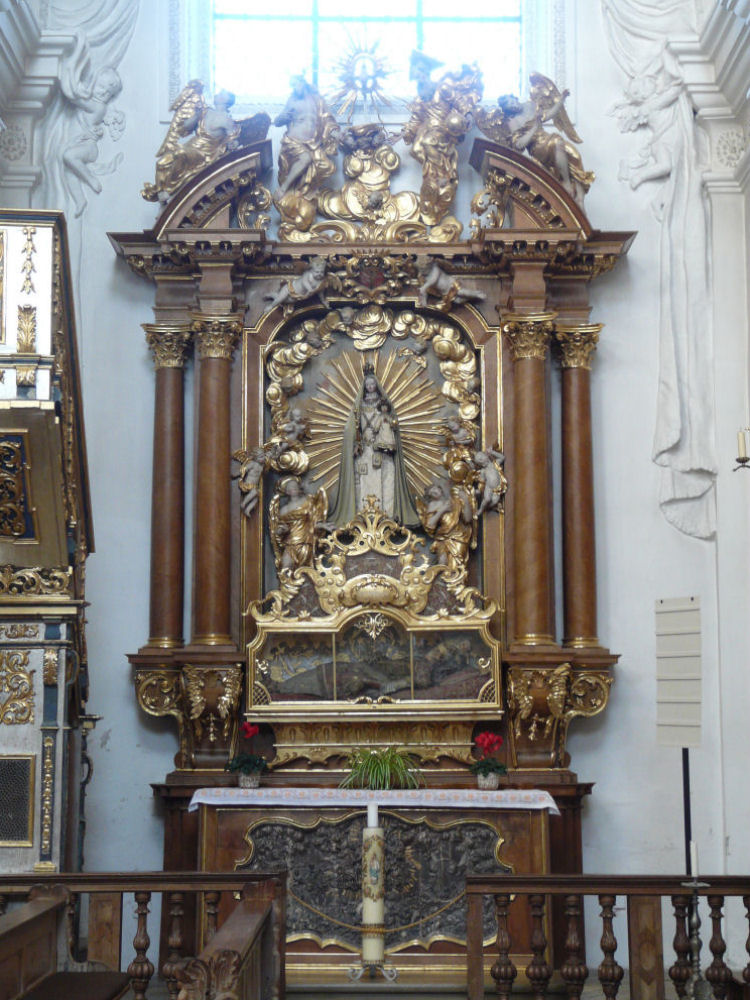
Bruderschaftsaltar
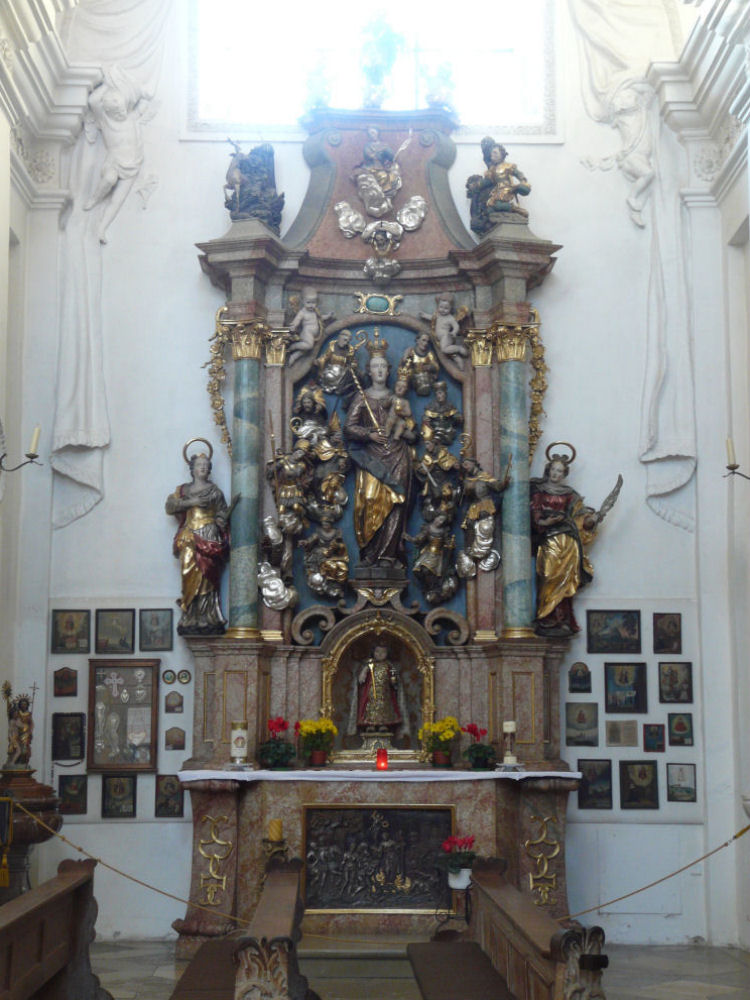
Altar der Vierzehn Nothelfer
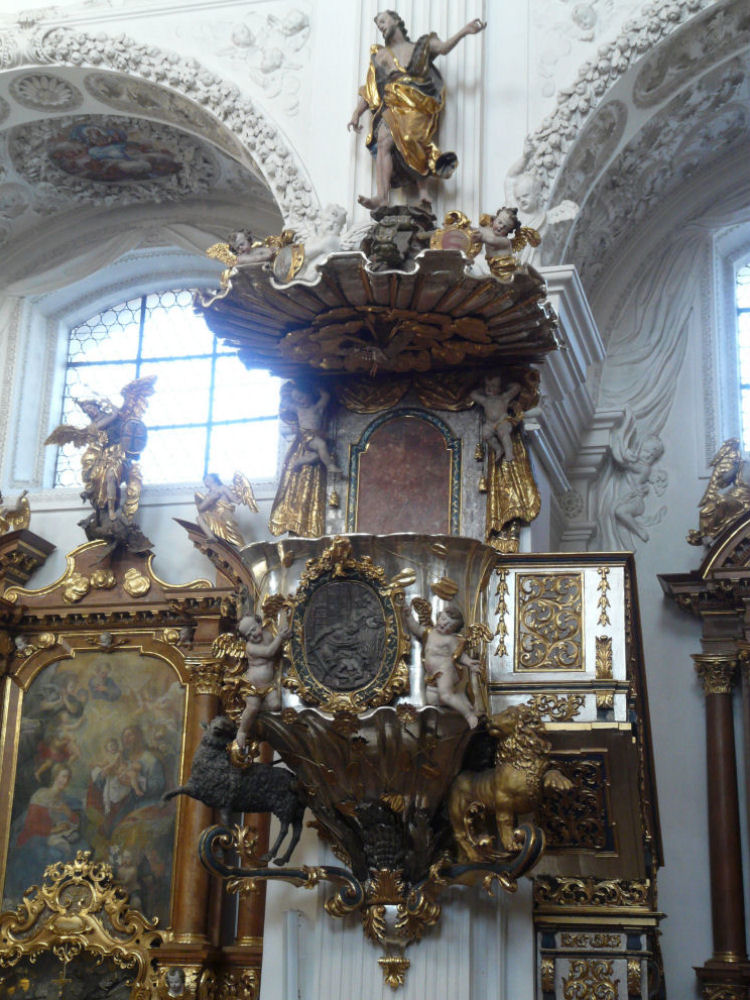
Kanzel